# Grande raie-guitare
Rhynchobatus djiddensis
Espèce
Statut de conservation UICN

 CR  : 
En danger critique
Statut CITES
La grande raie-guitare ou poisson-paille à pois (Rhynchobatus djiddensis) est actuellement classée comme en danger critique d'extinction dans la liste de l’UICN. 

## Aire de répartition
On la trouve depuis la mer Rouge et les côtes Est et ouest de l’Afrique jusqu’aux îles Mariannes et à la Nouvelle-Calédonie dans l’océan Pacifique, même s'il est possible que les signalements dans le Pacifique soient dus à des confusions avec d'autres espèces. Elle vit dans les fonds sableux, entre 2 et 50 m de profondeur. Elle peut également être observée dans les eaux saumâtres.

## Description
La grande raie-guitare peut atteindre une taille de 3,50 m et un poids de plus de 200 kg à l'âge adulte. Son corps allongé se termine par un museau aplati finissant en pointe. Ses yeux sont sur le dessus de la tête. La bouche est positionnée ventralement. Les évents de grande taille sont placés juste derrière les yeux.
Deux nageoires pectorales et pelviennes bordent les flancs de la raie. Sur le dessus, à l'arrière des nageoires pelviennes, se trouve la première nageoire dorsale (haute et falciforme). La deuxième nageoire dorsale est plus proche de la nageoire caudale que de la première nageoire dorsale. La nageoire caudale est symétrique.
La queue est longue, épaisse et large à sa base. Sa nage ressemble à celle des requins .

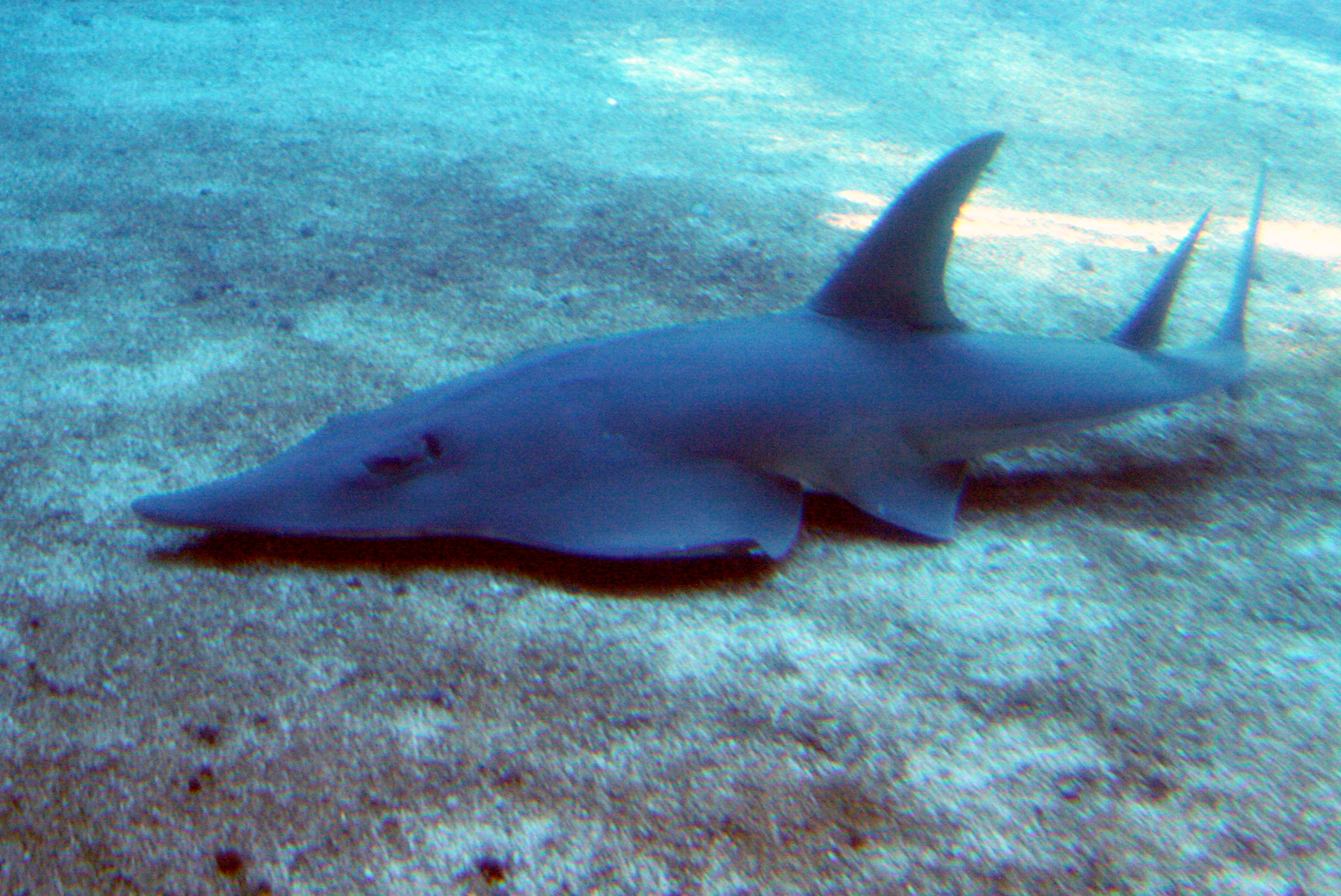
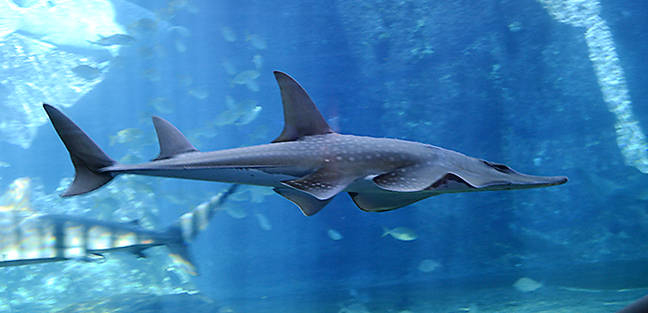
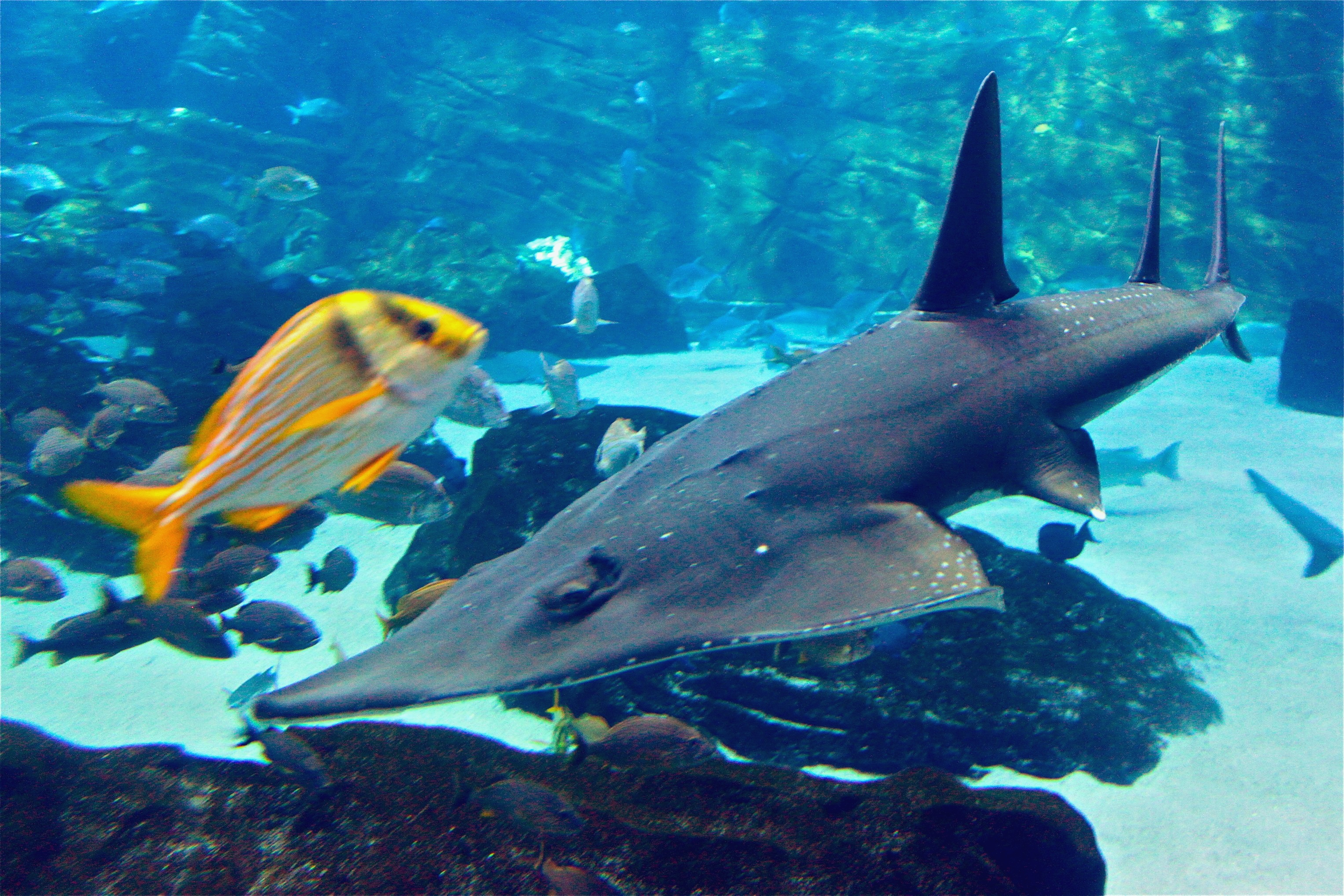

## Reproduction
Les raies-guitares sont ovovivipares. Les nageoires pelviennes du mâle sont différenciées en organes copulateurs appelés ptérygopodes et permettant une fécondation interne. Les mâles atteignent la maturité sexuelle autour de 1,56 m contre 1,77 m pour les femelles. 

## Alimentation
Les raies-guitares vivent la plupart du temps enfouies dans le sable en attente d’une proie. Elles se nourrissent essentiellement de proies benthiques (petits poissons, crustacés, invertébrés et bivalves).

## Relations aux humains
Cette espèce est une cible de choix pour la pêche car sa chair est réputée excellente. Elle est également la proie des chasseurs d'ailerons.
Toutefois, la surpêche et la dégradation de son habitat font que cette espèce est aujourd'hui classée « en danger critique d'extinction » dans la liste rouge de l’UICN. Elle est donc protégée sur tous les territoires français, y compris ultramarins. 
Cette espèce figure par ailleurs en annexe II de la Convention sur le commerce international des espèces de faune et de flore sauvages menacées d'extinction, ce qui réglemente son commerce au niveau international. 

## Synonymes
Ce taxon admet les synonymes suivants :
- Raja djiddensis (Forsskål, 1775)
- Rhinobatus djiddensis (Forsskål, 1775)
- Rhinobatus maculata (Forsskål, 1775)